# Филип II фон Даун-Оберщайн
Филип II фон Даун-Оберщайн (на немски: Philipp II von Daun-Oberstein; * пр. 1383; † 4 март 1432) е рицар от фамилията Даун от линията Даун-Оберщайн и господар на Оберщайн.

## Произход
Той е син на Емих II фон Даун-Оберщайн († 1372) и съпругата му вилграфиня Агнес фон Кирбург († сл. 1373), дъщеря на вилд-и Рейнграф Герхард II фон Кирбург († 1357) и Уда фон Изенберг-Лимбург († 1361). Внук е на Куно фон Даун-Оберщайн († 1342) и Агнес фон Хоенфелс-Райполтскирхен († сл. 1356) и правнук на Вирих III фон Даун „Млади“ († 1299) и Изенгард фон Фалкенщайн († 1304). Той има двама неженени братя, Фридрих фон Даун († сл. 1363) и Емих фон Даун, господар на Оберщайн († сл. 1420). Племенник е на Емих I, епископ на Вормс (1294 – 1299), и на Хайнрих фон Даун, епископ на Вормс (1318 – 1319).
През 1320 г. фамилията от линията Даун-Оберщайн построява своя т. нар. Нов дворец Оберщайн.
Филип II фон Даун-Оберщайн умира на 4 март 1432 г. и е погребан в скалната църква в Оберщайн. Дядо е на Филип фон Даун-Оберщайн, архиепископ и курфюрст на Кьолн (1508 – 1515).

## Фамилия
Филип II фон Даун-Оберщайн се жени пр. 27 август 1401 г. за рауграфиня Имагина фон Алтен- и Нойенбаумберг (* пр. 1401; † сл. 1449), дъщеря на рауграф Филип II фон Алт и Нойенбаумберг († 1397) и Анна фон Боланден († сл. 1409). Те имат осем деца, един син и седем дъщери:
- Анна фон Даун († сл. 1449), омъжена за Хуарт фон Елтер-Аспремонт, господар д'Аспремонт-Руси († 1479)
- Елизабет (Елза) фон Даун († ок. 1483), омъжена 1426 г. за Йохан III фон Крихинген († 1432/1436)
- София фон Даун († сл. 1447), абатиса на Есен (1445 – 1447)
- Мерге фон Даун († сл. 1449)
- Мене фон Даун († сл. 1449)
- Агнес фон Даун († май 1468, Елтен)
- Вирих IV (* 1418/пр. 1432; † 1 май 1501), господар на Фалкенщайн, Оберщайн-Нойенбаумберг, женен 1440 г. за Маргарета фон Лайнинген-Дагсбург-Хартенбург († между 17 ноември 1516/9 декември 1525)
- Барбара фон Даун, омъжена за Георг фон Оксенщайн